# A Flock of Seagulls
Gli A Flock of Seagulls sono un gruppo musicale synthpop britannico formato originariamente dai fratelli Mike (tastiere, voce) e Ali Score (batteria), con Frank Maudsley (basso elettrico) e Paul Reynolds (chitarra). Raggiunsero la popolarità grazie al video di I Ran (So Far Away), trasmesso dalla neonata MTV.
Il nome della band proviene da un verso della canzone dei The Stranglers, Toiler on the Sea, che compare sul loro album Black and White.

## Storia della band

### Gli inizi
La band è incentrata sulla figura di Mike Score (in precedenza acconciatore) e di suo fratello Ali. La band si formò nel 1979 a Liverpool come trio. Mike suonava le tastiere, la chitarra e si occupava delle parti vocali. Ali suonava la batteria ed un amico di Mike, Frank Maudsley, il basso. Successivamente, per "riempire" il suono, entrò a far parte della band anche un giovane chitarrista, Paul Reynolds. I quattro iniziarono così a scrivere canzoni e suonare nei club, cercando di procurarsi un contratto discografico.

### Prime sonorità
Il primo album omonimo della band, A Flock of Seagulls, è un concept album che narra di un rapimento alieno. La prima canzone, "I Ran" descrive l'osservazione di una donna attraente e della comparsa improvvisa di un raggio di luce. Gli altri otto brani narrano di un'invasione aliena della terra. L'ultima canzone, Man Made, attesta la vittoria aliena sull'umanità. Sulla copertina dell'album sono raffigurati quattro UFO.
A causa delle tensioni degli Stati Uniti con l'Iran presenti a quel tempo, la versione a 45 giri per gli USA di I Ran fu reintitolata I Ran (So Far Away).

### Declino
Paul Reynolds lasciò improvvisamente la band, il trio continuò comunque il tour.
I fratelli Score vollero inoltre che la band si stabilisse a Filadelfia. Grazie alla popolarità dei primi due album ed alla fama del nome A Flock of Seagulls, la band fu in grado di fare il tutto esaurito per quattro serate consecutive a Philadelphia. Mike, Ali, e Frank Maudsley ottennero il permesso di soggiorno e si stabilirono definitivamente nella città statunitense.
Frank si disilluse della vita in città, gli piaceva suonare con gli AFOS ma non aveva famiglia. Sentendo la mancanza della patria, vi fece ritorno. Mike ed Ali rimasero ancora a Philadelphia, soddisfatti delle condizioni del permesso di soggiorno. Con Frank in Gran Bretagna e i fratelli Score negli Stati Uniti, la band si divise in due. Fu proprio Frank Maudsley a tenere saldi i legami tra i tre membri. Sfortunatamente, i tre fratelli ebbero una discordia: alla fine Mike Score rimase l'unico membro originale della band mentre Ali andò a Boston. Ali, in questo frangente, suona in una band hard rock. Successivamente lavorò per un'azienda di computer a Cambridge.
Frank è stato l'unico intermediario per i due fratelli durante le registrazioni dell'album Dream Come True. Ali ha suonato soltanto in tre tracce dell'album, Frank in quattro e Mike in tutto l'album. Una delle canzoni che i tre hanno suonato insieme era Cosmos (Effect of the Sun). Questa canzone è stata eliminata dall'album. Il fatto che Frank e Ali volevano includere tale canzone in luogo di Love On Your Knees causò una divisione all'interno della band. Durante questa fase, furono registrati i video (Who's that Girl e Heartbeat Like a Drum). Questi due video, ritraggono per l'ultima volta i tre membri rimanenti della formazione storica.
In seguito alla completa dissoluzione della band, alla fine delle registrazioni di Dream Come True, Mike Score si ritirò per qualche tempo per poi riformare la band nel 1995 con una formazione completamente nuova. La nuova band, con Score come unico membro permanente, pubblicò due singoli (Magic e Burnin' Up), ed un album (The Light At The End Of The World) che riscossero un modesto successo.
Nel 2003 la band si è esibita per l'esordio del logo e nome della squadra calcistica di New York Syracuse Salty Dogs. Il gruppo, si esibì nuovamente in occasione di una partita della squadra.
Nel novembre del 2003 la formazione originale (Mike ed Ali Score, Paul Reynolds e Frank Maudsley) si è riunita per un'esibizione a Bands Reunited di VH1.
Nel settembre del 2004, la band si riunì nuovamente per un numero limitato di concerti negli Stati Uniti per poi sciogliersi nuovamente. Durante questo periodo, gli A Flock of Seagulls si sono esibiti nelle manifestazioni del Nike Run Hit Wonder. A questi raduni, hanno partecipato altre "one-hit wonder" come Devo, General Public e Tommy Tutone.
Mike Score, ancor oggi, continua ad organizzare tour con il nome della band. Gli altri membri storici, si sono ritirati da tempo.

## Formazione
- Mike Score - voce, tastiere
- Joe Rodriguez - chitarra
- Pando - basso
- Michael Brahm - percussioni

Nel giugno del 2005 l'attuale formazione apparve nell'episodio iniziale della versione americana della serie Hit Me Baby One More Time. In quell'occasione suonarono la loro hit I Ran (So Far Away) e una cover della canzone On the Way Down di Ryan Cabrera.

## Citazioni e omaggi
- L'acconciatura di Mike Score è stata spesso oggetto di citazioni, imitazioni, e parodie da parte dei media, soprattutto nella sitcom americana Friends (soprattutto da Chandler e Ross, che durante i loro anni del college, suonavano in una band new wave) e That '70s Show. È stata citata anche in film come Pulp Fiction,  Il quinto elemento e Prima o poi me lo sposo.
- Uno spot della Pepsi mostra un uomo che vuole sentirsi nuovamente giovane, e quindi mostra un fotomontaggio in cui si vede l'uomo con l'acconciatura di Score con la canzone I Ran (So Far Away) in sottofondo. L'uomo si accorge tuttavia che è una cattiva idea.
- Nella canzone Albuquerque di "Weird Al" Yankovic, il personaggio incontra un ermafrodita con l'acconciatura dei Flock of Seagulls.
- In uno spot della catena inglese di parrucchieri "Supercuts", un uomo entra in un salone credendolo della catena, ma dopo alcuni momenti si accorge di essersi sbagliato poiché l'unica acconciatura proposta è quella di Mike Score (mentre in sottofondo si sente una canzone della band).
- In uno spot della ESPN alcuni conduttori stanno commentando sarcasticamente il nuovo taglio di capelli di Johnny Damon quando un flashback riporta alla memoria quando loro usavano l'acconciatura alla Score. Uno dei protagonisti pronuncia inoltre una frase tratta dal testo della canzone I Ran (So Far Away).
- Quando Danny Pintauro rivelò pubblicamente la sua omosessualità, The Daily Show ironizzò sul taglio dei capelli della band nel brano Who's the Boss? indicandolo come causa della sua orientazione.
- Nel film Prima o poi me lo sposo, il personaggio interpretato da Adam Sandler si avvicina ad uno steward con l'acconciatura di Mike Score. Lo steward gli chiede se gli piacciono i Flock of Seagulls e Sandler risponde che può notare che al suo interlocutore piacciono.
- Nel film La La Land l'attrice Emma Stone durante una festa richiede ad una band di suonare I Ran (So Far Away) facendo una simpatica coreografia.

## Discografia
- 1982 - A Flock of Seagulls
- 1983 - Listen
- 1984 - The Story of a Young Heart
- 1986 - Dream Come True
- 1995 - The Light at the End of the World

## Singoli
| Anno | Singolo                                  | UK singles | U.S. Hot 100 | U.S. Dance | U.S. Mainstream Rock | Germany Top 50 | Album                         |
| ---- | ---------------------------------------- | ---------- | ------------ | ---------- | -------------------- | -------------- | ----------------------------- |
| 1981 | "(It's Not Me) Talking"                  | -          | -            | -          | -                    | -              | -                             |
| 1981 | "Telecommunication"                      | -          | -            | -          | -                    | -              | A Flock of Seagulls           |
| 1982 | "I Ran (So Far Away)"                    | 43         | 9            | 8          | 3                    | 31             | A Flock of Seagulls           |
| 1982 | "Space Age Love Song"                    | 34         | 30           | -          | -                    | -              | A Flock of Seagulls           |
| 1982 | "Wishing (If I Had a Photograph of You)" | 10         | 26           | -          | -                    | 37             | Listen                        |
| 1983 | "Nightmares"                             | 53         | -            | -          | -                    | -              | Listen                        |
| 1983 | "Transfer Affection"                     | 38         | -            | -          | -                    | -              | Listen                        |
| 1983 | "(It's Not Me) Talking" (riedizione)     | 78         | -            | -          | -                    | -              | Listen                        |
| 1984 | "The More You Live, The More You Love"   | 26         | 56           | -          | 23                   | 37             | The Story of a Young Heart    |
| 1984 | "Never Again (The Dancer)"               | -          | -            | -          | -                    | -              | The Story of a Young Heart    |
| 1984 | "Remember David"                         | -          | -            | -          | -                    | -              | The Story of a Young Heart    |
| 1985 | "Who's That Girl (She's Got It)"         | 66         | -            | -          | -                    | -              | Dream Come True               |
| 1986 | "Heartbeat Like a Drum"                  | -          | -            | -          | -                    | -              | Dream Come True               |
| 1989 | "Magic"                                  | -          | -            | -          | -                    | -              | -                             |
| 1995 | "Magic" (riedizione)                     | -          | -            | -          | -                    | -              | Light At The End Of The World |
| 1995 | "Burnin' Up"                             | -          | -            | -          | -                    | -              | Light At The End Of The World |
| 1996 | "Rainfall"                               | -          | -            | -          | -                    | -              | Light At The End Of The World |
| 2000 | "Rainfall" (riedizione)                  | -          | -            | -          | -                    | -              | -                             |